# Кашала
Кашала (Кашалак) (баш. Кәшәләк, где кәшәл `карлик`, -әк — суффикс) — река в Ишимбайском районе Башкортостана, левый приток Селеука.
Исток реки находится на территории хутора Кашалакбаш («исток Кашалака»). Протекает в истоке возле урочища Мамбардали.
На картах обозначается как Кашала, что является орфографической ошибкой (по-башкирски река называется Кашалак).